# NGC 902
NGC 902 est une galaxie spirale barrée située dans la constellation de la Baleine. NGC 902 a été découverte par l'astronome américain Francis Leavenworth en 1864.

## Caractéristiques
Sa vitesse par rapport au fond diffus cosmologique est de 6 530 ± 33 km/s, ce qui correspond à une distance de Hubble de 96,3 ± 6,8 Mpc (∼314 millions d'al).